# Althepus tibiatus
Espèce
Althepus tibiatus est une espèce d'araignées aranéomorphes de la famille des Psilodercidae.

## Distribution
Cette espèce est endémique de la province de Chiang Mai en Thaïlande,. Elle se rencontre dans les grottes Tham Chiang Dao et Tham Pha Deng.

## Description
Le mâle holotype mesure 3,00 mm.

## Publication originale
- Deeleman-Reinhold, 1985 : New Althepus species from Sarawak, Sumatra and Thailand (Arachnida: Araneae: Ochyroceratidae). The Sarawak Museum journal, vol. 35, p. 115-123.